# Carol Holloway

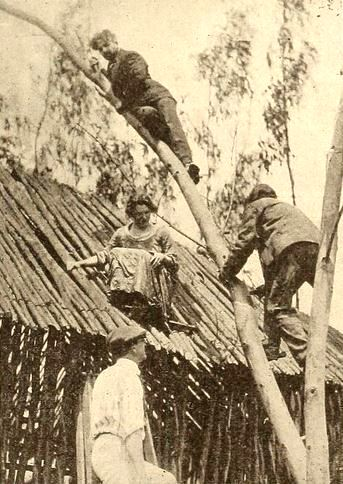
Holloway e Antonio Moreno em uma cena do seriado The Perils of Thunder Mountain, de 1919.

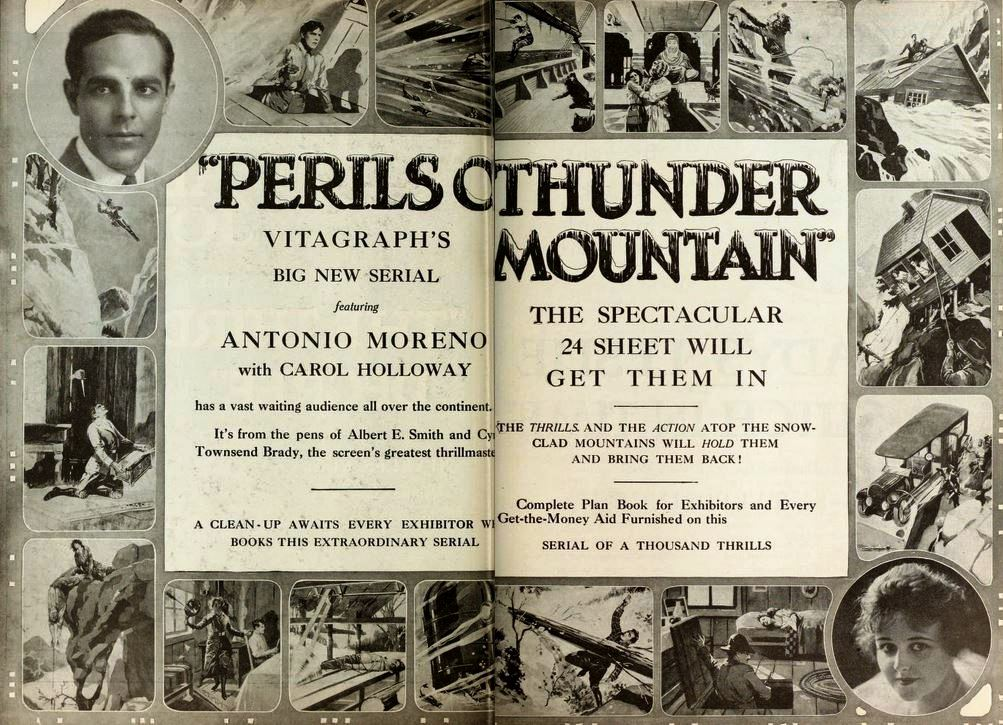
Anúncio do seriado The Perils of Thunder Mountain, apresentando Carol Holloway ao lado de Antonio Moreno.

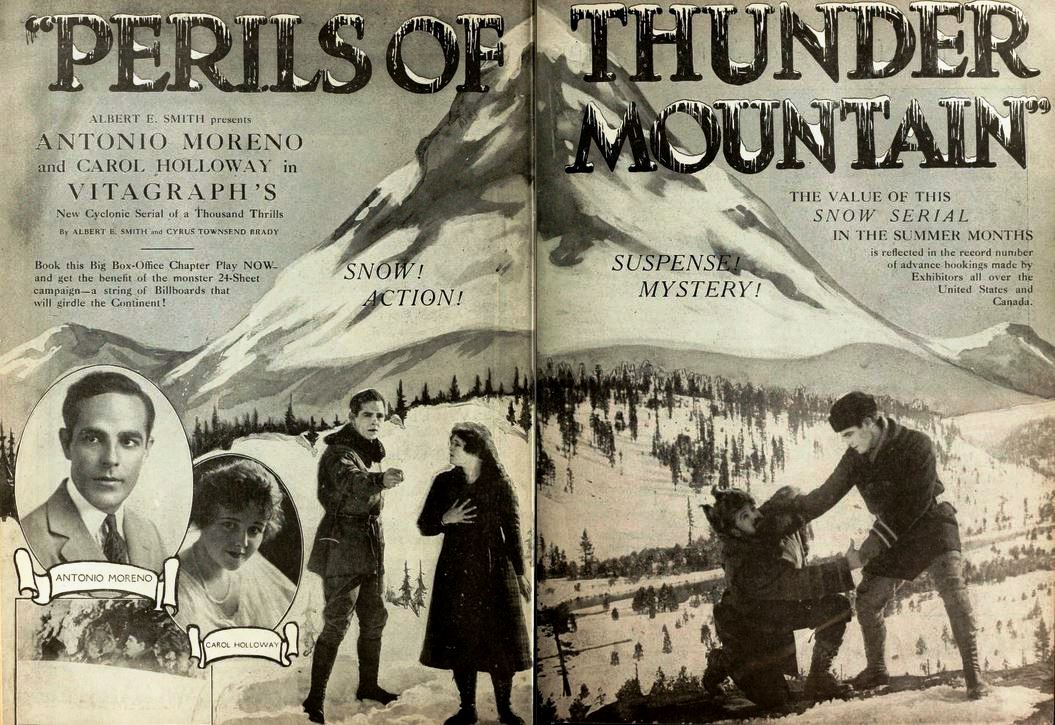
Cartaz do seriado The Perils of Thunder Mountain (1919), apresentando Carol Holloway ao lado de Antonio Moreno.

Carol Holloway (30 de abril de 1892 — 3 de janeiro de 1979) foi uma atriz de cinema estadunidense que iniciou sua carreira na era do cinema mudo, e atuou em 117 filmes entre 1914 e 1941. Atuou também como roteirista, escrevendo o roteiro de dois curta-metragens para a Universal Pictures.

## Dados biográficos
Carol nasceu em Williamstown, Massachusetts, filha de um professor, e entrou para a companhia teatral Carleton Stock Company, aparecendo na Broadway na peça “Everywoman”, entre fevereiro de 1911 e março de 1912. Trabalhou inicialmente no Lubin Studios assinando contrato com o Vitagraph Studios em 1917, onde fez diversos seriados, eventualmente ao lado do herói da ação William Duncan, e depois em Westerns, ao lado de Hoot Gibson e Tom Mix.
Foi uma das mais atuantes e atléticas atrizes do cinema mudo, tendo feito 37 filmes entre 1915 e 1938. Sua carreira, porém, praticamente terminou quando iniciou o cinema sonoro, passou a fazer pequenos papéis e a não ser creditada em muitos filmes, e seu último filme foi “The Hard-Boiled Canary”, em 1941, não voltando a atuar depois.
Carol Holloway escreveu, também, o roteiro de dois curta-metragens para a Universal Pictures: The Smiling Wolf, em 1927, e The Shoot'Em Up Kid, em 1916.
Morreu em Los Angeles, Califórnia, aos 86 anos, e está sepultada no Pierce Brothers Valhala Memorial Park.

## Filmografia seleta
- A Gentleman of Leisure (1915)
- Vengeance and the Woman (1917) (seriado)
- The Fighting Trail (1917) (seriado)
- The Iron Test (1918) (seriado)
- The Perils of Thunder Mountain (1919) (seriado)
- 'If Only' Jim (1920)
- The Saphead (1920)
- The Ramblin' Kid (1923)
- Beau Brummel (1924)
- The Sign of the Cross (1932) (não-creditada)
- The Big Broadcast of 1938 (1938, não-creditada)
- Emergency Squad (1940) (não-creditada)
- The Hard-Boiled Canary (1941) (não-creditada)